# Odontonema auriculatum
Odontonema auriculatum là một loài thực vật có hoa trong họ Ô rô. Loài này được (Rose) T.F. Daniel mô tả khoa học đầu tiên năm 1986.